# Karl Fredrik Mattsson
Karl Fredrik Mattsson, född 4 september 1969, är en svensk författare, kreatör och konstnär. Mattsson är även verksam som copywriter och är utbildad socionom.

## Kungaexperimentet
Under våren 2012 lät han tillverka åtta förfalskade enkronor. Istället för "Carl XVI Gustaf" lät han skriva "Vår horkarl till kung". Han prånglade inte själv ut mynten utan lät personer i hans närhet kontakta media om att de fått tag i mynten i handeln. Till projektet spelade han också löpande in material till en dokumentärfilm. När Svenska Dagbladet var nära att avslöja vem som låg bakom mynten hölls en presskonferens inför ett stort mediauppbåd. Vid presskonferensen visades även dokumentärfilmen, kallad Kungaexperimentet.
Projektet ledde till diskussioner om förfalskning, men när inget uppsåt att tjäna pengar på det som en förfalskning kunde styrkas, lades anmälningarna ner. Inte heller fälldes han för förtalsbrott eller ofredande. En polisanmälan gjordes men förundersökningen lades ned. Ett av mynten donerades till Myntkabinettet, och under Musikhjälpen 2012 lät han auktionera ut ett av mynten. Det det inbringade 80 200 kronor. Den franska nyhetskanalen France 24 använde av misstag bilder på myntet som illustration till en nyhetsartikel om Sveriges styrränta år 2016.
Han gjorde ett liknande projekt 2016, Trumpmynten, där han lät tillverka förfalskade 25 cents mynt (Quarter Dollar) med sittande presidentens Donald Trumps huvud och texten "Take a dump on Trump", ungefär "Bajsa på Trump".

## Övrigt
År 2013 hängde han upp en mängd T-shirts med handskriven text i sju träd på Gotland. Texten var ordvitsen "Det finns många äckliga länder, men bara ett Gotland", och signerade med KFM. Han gjorde ett litet Youtube-klipp där han filmade ett par av träden med en inspelning från Ring P1, där en uppringare ondgör sig över att det förfular och är oförskämt. Ring P1:s programledare, Täppas Fågelberg, efterlyste någon som visste vem som låg bakom och funderade över om det var Lars Vilks.
Han är skribent för löparmagasinet Runner’s World och utkom i oktober 2021 med Den joggande rökaren på Nord & Hild Publishing som sedan blev ljudbok i januari 2023.
Mattsson är bror till sångaren i Popsicle, Andreas Mattsson, och har själv en bakgrund som artist och låtskrivare i banden Pony, Little Red Snapper och med soloprojektet KFM.

## Konst
- Kungaexperimentet[1]
- Trumpmynten[13]
- T-shirtträden[14]

## Diskografi

### Med Pony
- Before Your Old Heart Start to Rust (EP) - Pony

### Med Little Red Snapper
- Morning Light (Album) - Little Red Snapper[15]
- Little Red Snapper (Album) - Little Red Snapper[15]

### Solo
- Sommarens Sång / En gång var (Single) (Singel) (2008)
- Stan Var Så Liten (Singel) (2009)
- Lilla Amerika (Singel) (2009)
- Du äger inte mig (Singel) (2010)
- Försök att inte skylla på nåt (Singel) (2011)
- Vad är guld värt? (Singel) (2012)
- Mardrömmar (Singel) (2013)[12]
- Att tänka på sig själv - Single (Singel) (2014)
- Tonårsrum (Singel) (2015)
- Hipstermalm (Singel) (2016)